# Gouvernement Diouf V
Le président de la République, Léopold Sédar Senghor, nomme le 5 avril 1973 un nouveau gouvernement, pour succéder à celui nommé en 8 juin 1972.
- Magatte Lô, ministre d'État chargé des Forces armées
- Assane Seck, ministre des Affaires étrangères
- Amadou Cledor Sall, ministre de la Justice
- Jean Collin, ministre de l’Intérieur
- Babacar Ba, ministre des Finances
- Doudou N'Gom, ministre de l’Éducation nationale
- Adrien Senghor, ministre du Développement rural
- Ousmane Camara, ministre de l'Enseignement supérieur
- Louis Alexandrenne, ministre du Développement industriel
- Ousmane Seck, ministre du Plan et de la Coopération
- Diaraf Diouf, ministre des Travaux publics, de l’Urbanisme et des Transports
- Alioune Sène, ministre de la Culture
- Coumba N'Dorrene Diouf, ministre de la Santé publique et des Affaires sociales
- Amadou Ly, ministre de la Fonction publique, du Travail et de l'Emploi
- Daouda Sow, ministre de l'Information chargé des Relations avec les Assemblées
- Abdourahmane Dia, secrétaire d'État auprès du premier ministre, chargé de la protection de la nature
- Joseph Mathiam, secrétaire d'État auprès du premier ministre, chargé de la promotion humaine
- Adama N'Diaye, secrétaire d'État aux affaires étrangères
- Moustapha Fall, délégué général au tourisme

Le gouvernement reste en poste jusqu'à la nomination d'un nouveau gouvernement, le 16 février 1974.

## Source
- Le nouveau gouvernement a été constitué Le Monde.